# Cane Kars
Il cane Kars  o Kars Caucasico o in turco Kars Çoban Köpeği è un cane pastore turco. La razza è originaria nord-orientali della Turchia, nelle provincie di Iğdır, Ardahan, Erzurum, Kars e Ardahan in Turchia; luoghi in cui sono allevate le pecore Morkaraman. La razza ha una storia di almeno 600 anni.

## Caratteristiche
In apparenza il Kars assomiglia al Cane da pastore del Caucaso di cui si può considerare una variante regionale. Il Kars è un po' cane più piccolo del Kangal o dell'Akbash con i quali condivide il ruolo di cane pastore e un cane da guardia coraggioso e fedele. Il cane Kars ha uno standard di razza prodotto dal Turkish Standard Institute (TSI) nel 2002.
Ha una testa è piuttosto grande, grande (testa d'orso) e nera; metà naso smussato e nero; la bocca ha una mascella grande e forte e l'interno delle labbra è nero; occhi in varie tonalità di marrone, fronte piatta, orecchie pendenti, larghe e profonde, coda lunga pelosa, grande e dorso ricurvo verso l'alto; gambe forti, con artigli grandi e forti; le loro piume sono miste e dall'aspetto soffice, la testa dell'orecchio, la parte dal petto alla schiena è per lo più nera, le altre parti sono di diversi colori opachi dal giallo al giallo sporco e mescolate con il nero in alcuni punti; i toni del giallo dominano i piedi e l'oscurità aumenta verso l'alto.
Ha un forte adattamento al freddo e alle condizioni ambientali locali; il suo mantello di solito lungo ha molti colori tra cui nero, agouti, miscele di nero e marrone, bianco, pezzato, bianco con macchie grigie, bruno-rossastro e grigio. Raggiunge la piena maturità intorno ai 2-3 anni di età.